# 4. Sinfonie (Büttner)
Paul Büttners 1918 entstandene Sinfonie Nr. 4 in h-Moll kann man als das Hauptwerk dieses Komponisten ansehen.

## Entstehung
Paul Büttner skizzierte seine Vierte Symphonie erstmals 1912. Zwei Jahre später komponierte er sie und revidierte sie zwischen 1917 und 1919 final.
Die Uraufführung der Sinfonie Nr. 4 fand am 18. März 1919 in Büttners Heimatstadt Dresden im Dresdner Opernhaus statt. Es spielte die Sächsische Staatskapelle Dresden unter der Leitung von Hermann Ludwig Kutzschbach.

## Besetzung
5 Flöten, 4 Oboen, 5 Klarinetten, 5 Fagotte, 4 Hörner, 1 Piccolo-Kornett, 2 Flügelhörner, 4 Wagnertubas, 3 Trompeten, 4 Posaunen, 2 Tubas, Pauken, Glockenspiel, Schlagzeug, 2 Harfen und Streicher.

## Das Werk
Der erste Satz (Mäßig bewegt, 6/4-Takt) beginnt mit einem eher ruhigen einprägsamen Thema, das den gesamten Satz durchzieht. Allmählich, unter Einführung eines zweiten Themas, wird der sonatenförmige Satz dem Höhepunkt zugeführt, um gegen Ende an den ruhigen Anfang anzuschließen.
Das Scherzo (Presto, ¾-Takt) stellt stimmungsmäßig ein Gegenstück zum ersten Satz dar. Kraftvoll und sehr rhythmisch schrieb Büttner einen marschähnlichen Satz, der nicht ohne ein gewisses Augenzwinkern eine kämpferische Attitüde pflegt (die Sinfonie entstand immerhin im Ersten Weltkrieg).
Im dritten Satz (Andante maestoso, ¾-Takt) kehrt wieder etwas Ruhe ein. Ein besinnliches Hauptthema wird eingeführt, das in den verschiedensten Variationen den Satz wie ein roter Faden durchzieht. Gleichsam als Erinnerung kommen hier noch einmal die kämpferischen Akzente des zweiten Satzes ins Spiel, um am Ende wieder die Thematik des Anfangs aufzugreifen.
Mit dem Finale (Allegro, 4/4-Takt) vom Komponisten mit der Vortragsanweisung flammend versehen, setzt Büttner zum Endspurt an. Das stürmische Hauptthema erinnert sicher nicht nur zufällig an das Hauptmotiv aus Richard Wagners Fliegendem Holländer. Schmetternde Hörnerkaskaden in Abwechslung mit pastoralen Ruhezonen treiben den Satz gezielt dem Ende entgegen. Man hört ein letztes Mal die Motivik des ersten Satzes, bevor die Symphonie sanft in H-Dur vergeht.
Die Spieldauer des Werkes beläuft sich etwa auf rund 40 Minuten.

## Veröffentlichungen
1967 erschien eine Aufnahme des Werkes unter Leitung von Gerhard Pflüger auf LP beim Label Eterna. Die Einspielung als bisher einzige seiner Symphonien durch das Rundfunk-Sinfonieorchester Berlin erfolgte bereits am 26. Juni 1965. 2002 wurde diese Aufnahme vom schwedischen Label Sterling Records – zusammen mit Büttners Heroischer Ouvertüre – wiederaufgelegt, dies war die Erstveröffentlichung der Symphonie auf CD.
In Notenform erschien die Sinfonie zuerst in einem Arrangement für kleineres Orchester von Wilhelm Schabbel in der Edition Peters. Die Partitur und die Orchesterstimmen der originalen Fassung erschienen 2024 bei Tobias Bröker.